# Molen Luteyn (Sasput)
De Molen Luteyn was een achtkante houten bovenkruier die in 1812 is gebouwd. Hij deed dienst als korenmolen.
Aanvankelijk stond de molen in buurtschap Nummer Eén, maar hij is in 1830 verplaatst naar de nabijgelegen buurtschap Sasput. Tot 1846 fungeerde hij als grondzeiler, daarna als beltmolen. In 1933 werd hij van wieken volgens het systeem Dekker voorzien doch in 1944 werd deze molen door de oorlog zwaar beschadigd en niet meer gebruikt. In 1959 werd de molen gesloopt, maar in de nabijheid was een motormaalderij verrezen. De molen is vernoemd naar de laatste molenaar, Piet Luteyn.
De buitenroede is gebruikt in de molen van Borssele, doch later vervangen.
Een model van de molen, met een vlucht van 3 meter, is nog in Sasput te vinden.